# Staatspreis der Freien und Hansestadt Hamburg

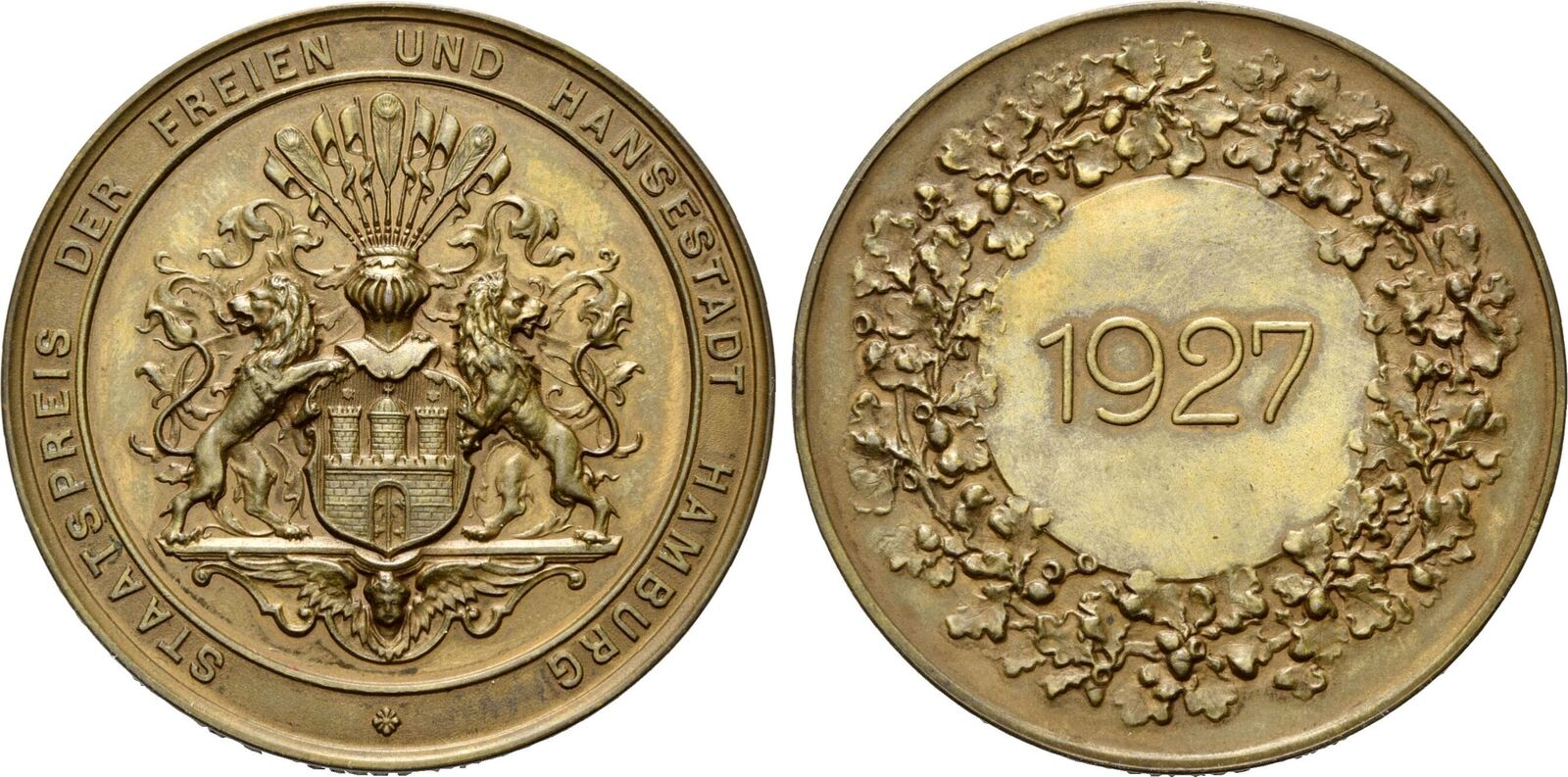
Medaille des Staatspreises von 1927

Der Staatspreis der Freien und Hansestadt Hamburg wurde 1897 vom Hamburger Senat gestiftet. Die Medaille dient als Preis für hervorragende Leistungen bei Ausstellungen und Wettbewerben aller Art mit Ausnahme von sportlichen Veranstaltungen.

## Preisträger

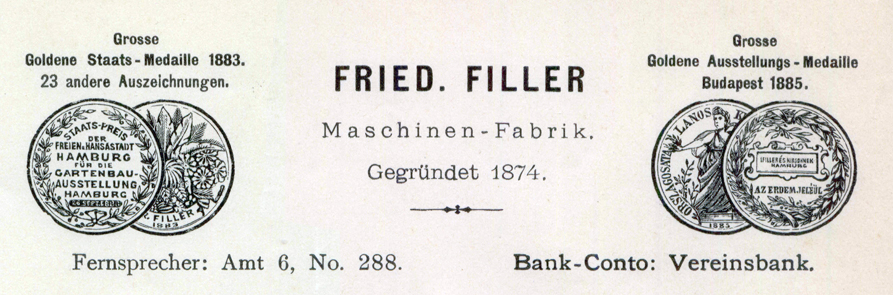
Briefkopf der Fried. Filler Maschinenfabrik

- Jahr unbekannt: Fried. Filler Maschinenfabrik – für die Gartenbauausstellung Hamburg 1883
- 1924: Verband Schwarzbunte Schleswig-Holsteiner e. V.[1]
- 1925: Laubengarten-Verein von 1913 e. V.[2]
- 1929: Sportliche Wettkämpfe der Hamburger Schulen am Verfassungstage[3]
- 1961: Auf der Norddeutschen Geflügelschau Hamburg 1-3. Dezember 1961 wird zumindest eine Medaille vergeben[4]
- 1963: Gottfried Kühn[5], Garten- und Landschaftsarchitekt – für die Internationale Gartenbauausstellung (IGA) 1963
- 1974: Gerda Moll, Goldschmiedin[6]
- 1976: Jörn Pfab, Bildhauer – für ein Schachspiel
- 2014: dem Verband der Hamburger Kaninchenzüchter e.V. werden 3 bronzene Medaillen zur Verfügung gestellt[7][8]